# داني باربر
داني باربر (بالإنجليزية: Danny Barber)‏ هو لاعب كرة قدم أمريكي، ولد في 26 أكتوبر 1967 في بيلفلاوير في الولايات المتحدة. لعب مع نيويورك ريد بولز.